# Argán (álbum)
Argán es el noveno álbum de estudio del grupo español de rock Revólver, publicado por Warner Music en marzo de 2011. Gestado durante cuatro años de forma paralela a su anterior trabajo de estudio, 21 gramos, el álbum fusionó el sonido habitual de Revólver con instrumentación marroquí e incluyó adaptaciones de letras en árabe en canciones como «Quiero aire», «Manos arriba» y «Lo que me hace feliz».

## Historia
Grabado en Marrakesh con su banda habitual y músicos locales, Argán supone un punto de inflexión en la carrera musical de Goñi al fusionar por primera vez en su carrera el rock habitual en sus trabajos previos con música africana. Para la grabación, y una vez trabajadas las maquetas, Goñi alquiló una casa a veinte kilómetros de Marrakesh y trasladó los materiales de grabación de su estudio en La Eliana, Valencia hasta Marruecos. Según Goñi: "A nivel técnico fue complicadísimo desmontar este estudio, fueron veintitantos baúles, más guitarras, amplificadores... algo brutal. Fueron muchos días de desmontaje, y tres de montaje en Marrakech".
Una vez instalado el nuevo estudio, Goñi grabó la base de las canciones con Manuel Bagües en el bajo y Julián Nemesio en la batería. A continuación, las canciones fueron vestidas con otros instrumentos, y finalmente se añadió la instrumentación marroquí a cargo de músicos locales. Semanas después, Carlos grabó las guitarras, la voz y el mandolute en Valencia. La mayor parte del proceso de grabación fue detallado por el propio Goñi a través de su Facebook.
El 15 de febrero se estrenó el primer single, "Quiero Aire", en el programa Buenos días Javi Nieves de Cadena 100.
El álbum se publicó el 29 de marzo de 2011 en dos formatos: un libro-disco, que incluía el disco más un DVD con un documental del proceso creativo, y en formato digital, con varias canciones extra en versión acústica. La gira de promoción comenzó el 30 de abril en el Real Teatro de las Cortes de San Fernando (Cádiz).
El 7 de abril, Argán entró en la lista Promusicae de álbumes más vendidos en España, alcanzando el puesto 7.

## Lista de canciones
Todas las canciones escritas y compuestas por Carlos Goñi. 
| CD  |                                        |          |  |
| N.º | Título                                 | Duración |  |
| 1.  | «No hay mañanas»                       | 4:18     |  |
| 2.  | «Cada día»                             | 4:14     |  |
| 3.  | «Quiero aire»                          | 4:44     |  |
| 4.  | «Manos arriba»                         | 4:55     |  |
| 5.  | «Lo que me hace feliz»                 | 3:49     |  |
| 6.  | «Reconozco la frontera»                | 6:06     |  |
| 7.  | «Mi norte siempre apunta al sur»       | 4:48     |  |
| 8.  | «Intentando vadear»                    | 4:08     |  |
| 9.  | «Princesas o mendigos»                 | 4:52     |  |
| 10. | «Y del hombre»                         | 5:33     |  |
| 11. | «Ya no hay dos para cenar»             | 3:58     |  |
| 12. | «Quiero aire II» (Tema extra)          | 4:44     |  |
| 13. | «Manos arriba II» (Tema extra)         | 4:56     |  |
| 14. | «Lo que me hace feliz II» (Tema extra) | 3:49     |  |

| DVD (edición deluxe) |                                                                             |          |  |
| N.º                  | Título                                                                      | Duración |  |
| 1.                   | «Argán, del árbol del silencio pende el fruto de la seguridad» (Documental) |          |  |
| 2.                   | «Quiero aire»                                                               |          |  |

## Personal
| Músicos - Carlos Goñi: voz, guitarra acústica, guitarra eléctrica, mandolute y órgano - Cuco Pérez: acordeón - Julián Nemesio: batería - Manuel Bagües: bajo - Noureddine Ennajraoui: percusión, darbuka, djembe y bendhir - Jalal El Allouli: violín - Luis Delgado: karakeb, tar, bendhir, cántara y percusión - Amine Hadag: voz en «Quiero aire», «Manos arriba» e «Y del hombre» - Redouane Hamani: voz en «Lo que me hace feliz» - Bouzzig Hamid: voz, gimbri, karakeb y coros - Ait Hmitti Tariq: voz, karakeb y coros | Equipo técnico - Marc Bello: diseño - Denis Blackham: masterización - Iván Garriga: fotografía - Joe Marlett: mezclas - Quique Morales: mezclas |

## Posición en listas
| País   | Semanas | Semanas | Semanas | Semanas | Semanas | Semanas | Semanas | Semanas | Semanas | Semanas | Semanas | Semanas | Semanas | Semanas | Semanas | Semanas | Semanas |
| País   | 1       | 2       | 3       | 4       | 5       | 6       | 7       | 8       | 9       | 10      | 11      | 12      | 13      | 14      | 15      | 16      | 17      |
| ------ | ------- | ------- | ------- | ------- | ------- | ------- | ------- | ------- | ------- | ------- | ------- | ------- | ------- | ------- | ------- | ------- | ------- |
| España | 6       | 16      | 20      | 22      | 24      | 29      | 27      | 36      | 49      | 49      | 57      | 68      | 68      | 80      | 85      | 83      | 100     |